# Боденвердер
Боденвердер (нем. Bodenwerder) — город в Германии, в земле Нижняя Саксония.
Входит в состав района Хольцминден. Подчиняется управлению Боденвердер. Население составляет 5582 человека (на 31 декабря 2010 года). Занимает площадь 28,92 км². Официальный код — 03 2 55 003.
| Год  | Население |
| ---- | --------- |
| 1990 | 6080      |
| 1995 | 6201      |
| 2000 | 6368      |
| 2005 | 6124      |
| 2010 | 5646      |

## Достопримечательности
Знаменит как родина барона Мюнхгаузена. Дом Мюнхгаузенов, где родился, жил и умер барон Иероним Карл Фридрих, является главной достопримечательностью города; в настоящее время в нём располагаются муниципалитет и музей. В городе также множество памятников знаменитому барону. Также в городе показывают могилу Мюнхгаузена. Ежегодно устраиваются праздники, посвящённые Мюнхгаузену, в ходе которых местный житель, изображающий барона, «летает» с помощью вертолёта на пушечном ядре.